# Benedek István (író)
Benedek István (Budapest, 1915. január 17. – Velence, Olaszország, 1996. június 9.) magyar orvos, író, művelődéstörténész, polihisztor. Benedek Elek unokája, Benedek Marcell fia.

## Élete

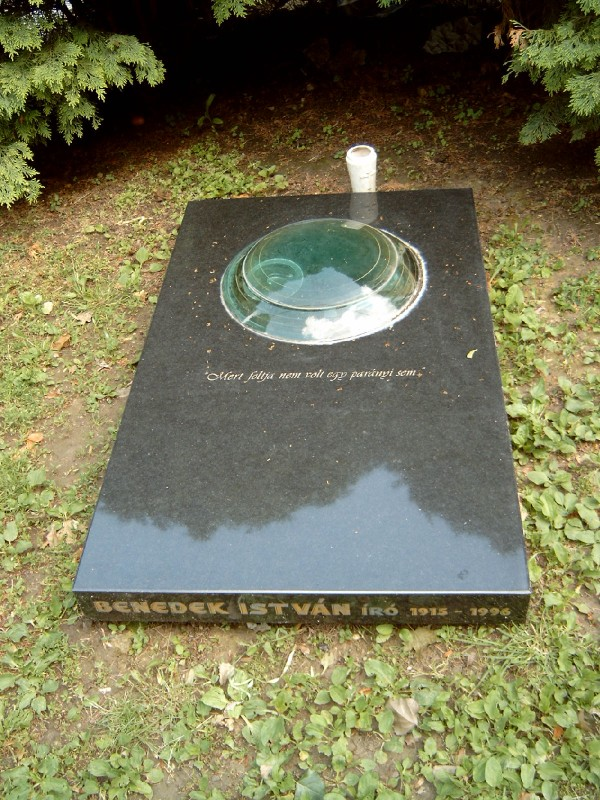
Sírja Budapesten. Farkasréti temető: 60/1-főút-6. Lugossy Mária alkotása.

Benedek Elek unokája, Benedek Marcell fia, Benedek András öccse. Már gyermekkorában kitűnt írói vénájával, levelei jelentek meg nagyapja Cimbora című híres erdélyi gyermekújságjában, s ezek felhasználásával íródtak Benedek Elek jóvoltából „Öcsike nadselű gondolatai”.
1940-ben szerzett orvosdoktori oklevelet Budapesten, ezt követően Csepelen volt kórházi orvos. Pszichiátriai gondolkodását jelentős mértékben befolyásolta, hogy Szondi Lipót tanítványa lehetett, Illyésné Kozmutza Flóra, Mérei Ferenc, Kardos Lajos és más kollégái társaságában. Nem véletlen, hogy Szondi életműve egyik legjelentősebb magyarországi interpretátoraként tartották számon.
1945-47-ben a kolozsvári Bolyai Tudományegyetemen tanított pszichológiát (kórlélektant) vezetőtanárként, professzorként. Utána visszatért Budapestre, ahol 1948-ban az Országos Ideg- és Elmegyógyintézet főorvosává nevezték ki, 1951-ben elmeorvosi szakvizsgát is tett.
1952 és 1957 között az intaházai munkaterápiás elmegyógyintézet igazgatói posztját töltötte be. Itteni tapasztalatait és gyógyítási módszerét foglalta össze az Aranyketrec: egy elmegyógyosztály élete c. első kiadásban, 1957-ben megjelent munkájában, amely számos kiadást ért meg, és valóban ismertté tette őt az orvosok és a téma iránt érdeklődők világában.
1957-58-ban internáltként élt, majd visszakerült Budapestre, ahol a XI. kerületi pszichoterápiás szakrendelést vezette 10 éven át, 1968 és 1971 között a XII. kerületben a Tanács művelődési osztályának tanácsadójaként működött, s megindította a kerület Hegyvidék c. folyóiratát. A rákövetkező években szakíróként, lexikonszerkesztőként, szépíróként dolgozott, és számos értékes televíziós műsor elkészítése fűződik a nevéhez. Az 1990-es rendszerváltozást követően, 1992-től haláláig a Magyar Újságírók Közössége tiszteletbeli elnöke volt, emellett tiszteleti tagjává választotta a Magyar Orvostörténelmi Társaság.
Az orvosok és művelődéstörténészek mellett, több íróhoz és költőhöz fűzte szoros barátság; házában lakott élete végéig Karinthy Frigyes fia, a költő Gábor.
Benedek István számos orvostörténeti előadását őrzi a Magyar Televízió archivuma, s azon belül a Tudóra sorozat. Utóbbi ugyanis Benedek halála után újra feldolgozta orvostörténeti műsorait, Gazda István szerkesztésében. Ezen túlmenően Keszthelyi Ilona szerkesztésében őrzi az archivum a következő sorozatokat: 
- Toronyóra 1-12. Generációk párbeszéde. Benedek István műsora, rendezte: Téglásy Ferenc, operatőr: Bucsi János
- Szondi Lipótra emlékezik Benedek István, rendezte: Törköly Róbert, operatőr: Bucsek Tibor
- Rendületlenül 1-14., rend. és op.: Poros László
- Európa öröksége 1-12. Benedek István művelődéstörténeti sorozata, rendezte: Törköly Róbert.

## Kitüntetései
Két legrangosabb kitüntetése: Szent-Györgyi Albert-díj (1992) és Széchenyi-díj (1992, életművéért, különösen a tudományos ismeretterjesztés terén kifejtett tevékenysége elismeréseként).

## Főbb kutatásai

### Ösztönök világa
Az 1940-es években az ösztönök világának témakörét kutatta, 1943-ban jelent meg „Ösztön és bűnözés”, 1948-ban pedig „Az ösztönök világa” című munkája. Mesteréről, Szondi Lipótról számos szakcikke jelent meg, a róla szóló összefoglaló írását pedig Szondi Lipót „Káin, a törvényszegő – Mózes, a törvényalkotó” (ford.: Mérei Vera) c. műve magyar kiadásának utószavában adta közre (1987).

### Turisztika
Aktív turista volt, s emellett kutatta a hegymászás történetét, az e témakörben megjelent legismertebb munkája a "Csavargás az Alpokban", amely első kiadásban 1958-ban látott napvilágot. Egykori turisztikai felszerelésének általa nagyra becsült darabjai ma a dobogókői Eötvös Loránd Emlékház állandó kiállításán láthatók.

### Regényírás
Számos művével gazdagította a regényirodalmat, bár ezek a munkái több helyen is kapcsolódnak pszichiátriai elgondolásaihoz. Ezek sorában említendő a nagy sikerű "Aranyketrec" (első kiad.: 1957), a „Kisvárosi történet” (első kiad.: 1961), ide sorolható a „Beszélgetés ideges emberekről” (1963), „Ember és gyerek” (1965), „Három ing” (1966), valamint a sokak által olvasott háromkötetes „Csineva” (1968-1983).

### Darwinizmus, lamarckizmus
Sokat foglalkozott a darwinizmus és a lamarckizmus kutatásával, amelyek egyik legjelentősebb hazai szakértőjeként tarthatjuk számon, s különösen az utóbbi témakörben talán az egyetlen nagy magyar monográfia az ő nevéhez fűződik. E témakörben megjelent főbb munkái: „A darwinizmus kibontakozása” (1961), „Lamarck és kora” (1963).

### A francia kultúra története
A következő terület, amelynek valóban mély értője volt, az a francia kultúra története, elsősorban a felvilágosodástól kezdődően. E témakörben jelent meg 1965-ben összeállítása „Természettudomány a francia felvilágosodásban” címmel, de állított össze kötetet a nagy francia enciklopédiáról is, 1969-ben regényszerűen számolt be az egykori párizsi szalonokról, 1976-ban jelent meg művészettörténeti munkája „-mondta Krisztina. Párbeszéd az impresszionizmusról” címmel, amely művet az első feleségével folytatott beszélgetései ihlették.
1978-ban írt könyvet Rousseau-ról, s édesapjával együtt fordította le Rousseau Vallomásait. 1983-ban írta meg Gustave Courbet életregényét „A ledöntött oszlop” főcímmel.

### Semmelweis életműve
Talán legismertebb kutatási területe a Semmelweis-életmű feltárása, egyben az, hogy igazságot szolgáltasson Semmelweisnek a róla megjelent sok-sok rágalommal és pontatlan következtetéssel szemben. Lépésről lépésre dolgozta fel a legnagyobb magyar orvos életművét, s írta meg 1967-ben első kötetét, amelynek nagyon nagy visszhangja volt. Az orvosi szakma „hivatalból” támadta őt, mivelhogy nem fogadta el a Semmelweis halálának okaként oly sokszor hangoztatott vérmérgezés-elméletet, hanem ehelyett élete utolsó hónapjainak folyamatos agyi elborulásaként a szifiliszt (paralysis progressiva (hűdéses elmezavar, a nagyagyi kéreg krónikus lueses encephalitise)) jelölte meg kórokként (hozzátéve, hogy valószínűleg egy gyermekágyi lázban elhunyt szifiliszes nő boncolásakor – halála előtt több évtizeddel – szerzett sérüléskor lett ő maga is beteg, s e betegség juttatta őt ahhoz a súlyos állapothoz, amelynek vége egy elmegyógyintézeti, meglehetősen kegyetlen kezelés lett). A 2000 után lefolytatott orvostörténeti kutatásokból, s egykori boncolóorvosa leírásából kitűnik, hogy Benedek István hipotézise valósnak mutatkozik, valóban ez a betegség támadta meg Semmelweiset, s végső soron ez okozta a halálát (ezt igazolják Szállási Árpád, az orvostörténet egyetemi magántanárának kutatásai is).
E témakörben Benedek Istvánnak még több értékes szaktudományi munkája is megjelent, köztük említendő az 1980-ban közreadott  munkája, valamint „Semmelweis’ Krankheit” (1983), amely elsősorban Semmelweis betegségéről szól a Bécsből visszaérkezett iratok ismeretében, valamint a német nyelvű összefoglaló Semmelweis-monográfiája, amely ugyancsak 1983-ban jelent meg. Itt említendő a Gazda Istvánnal együtt összeállított, Semmelweis írásaiból készült válogatás „A gyermekágyi lázról” címmel (1987). Postumus kiadványként jelent meg 2015-ben a Semmelweis betegségéről írt, a friss kutatásokra épülő, összegző munkája.

### Orvostörténet
Külön területként említjük más jellegű orvosi kutatásait, hiszen ő a művelődéstörténeten belül elsősorban orvostörténész és biológiatörténész volt. 1967 és 1973 között rendkívül gondos kutatást folytatott az orvostudomány kiemelkedő személyiségeiről, majd valamennyi jelentős régi tudós életrajzát megírva azokat a négy kötetes akadémiai orvosi lexikonban helyezte el. Ezek az összefoglalók maradandó értékűek. Ezt követően fogott az orvoslás egésze történetének megírásához, s e témakörben jelent meg értékes monográfiája „Hügieia” címmel, amely az orvoslás klasszikus századainak történetét foglalta össze. A munka szerzője arra számított, hogy ezt időben tudja majd folytatni. Folytatása egységes műként nem jelent meg. Számos résztanulmánya azonban napvilágot látott periodikákban, amelyet művelődéstörténeti köteteiben újra feldolgozott, tanulmányköteteiben pedig orvostörténeti írásait újra közreadta, így azok aránylag könnyen visszakereshetők. A Magyar Televízió archívumában őrzi orvostörténeti előadásait, amelyek főbb részeit megismételték a Tudóra című televíziós sorozatban, az 1990-es évek második felében. Kedvenc kalandozási területe az egykori tibeti és indiai
kultúra, valamint e korszak gyógymódjainak megismerése volt. E 
témakörben jelent meg a „Mandragóra” című kétkötetes munkája, amelynek 
első kötete Tibetről,
a második Indiáról szól (1979). 1987-ben önálló kötetben foglalta össze
a tibeti orvoslásról és varázslásról szóló elgondolásait.

### Ady Endre élete
Kedvelt kutatási területe volt Ady Endre életművének, s az Adyhoz kötődő személyek életének a feltárása, megértése, megértetése. Ehhez kapcsolódó értékes munkája az első kiadásban 1992-ben közreadott „Ady Endre szerelmei és házassága” című műve, és utószavával jelentek meg Boncza Bertának, Ady Endre özvegyének visszaemlékezései is.

### Művelődéstörténet
Összefoglaló jellegű művelődéstörténeti kötete „A tudás útja” első kiadásban 1972-ben jelent meg, ide sorolható az 1986-ban közreadott „Hippokratésztől Darwinig” című munkája is. Tanulmánykötetei közül kiemelendő „A bolond világ” (1967), a „Lélektől lélekig” (1970), a „Pusztába kiáltott szó” (1974), a „Szirt a habok közt” (1984), a „Hátrább az egerekkel!” (1986), „Az értelem dicsérete” (1987) és a „Közérdekű magánügyeim” (1990).

### Benedek Marcellről
Külön kell megemlítenünk azokat az írásait, amelyek édesapjához kötődnek, s ehhez kapcsolódik az 1977-ben megjelent könyve is „Benedek Marcell. Életrajz, emlékezések, naplók, feljegyzések.”
Idős korában a napi politika kérdései is izgatták, ami nem véletlen, hiszen a korábbi évtizedekben is foglalkozott ilyen témákkal, s beszélgetett, vitatkozott sok mindenről barátjával, a későbbi miniszterelnökkel, Antall Józseffel és baráti körével, a „Hiúzokkal” (a Benedek által létrehozott Hiúz-kör ismertebb tagjai: Antall József, Vekerdi László, Szállási Árpád, Birtalan Győző, Lambrecht Miklós, Gazda István).

### Napi politika
1992-től kezdődően minden évben kiadott egy-egy kötetet, „Hetvenhét”, „Hetvennyolc”, „Hetvenkilenc”, „Nyolcvan” címmel, és emellett megjelent a „Véderővita”, amely többi politikai írásával együtt komoly viharokat kavart a magyar közéletben. Számosan támadták őt antiszemitizmussal vádolva, utóbbi azonban nem volt rá jellemző.